# دارفور

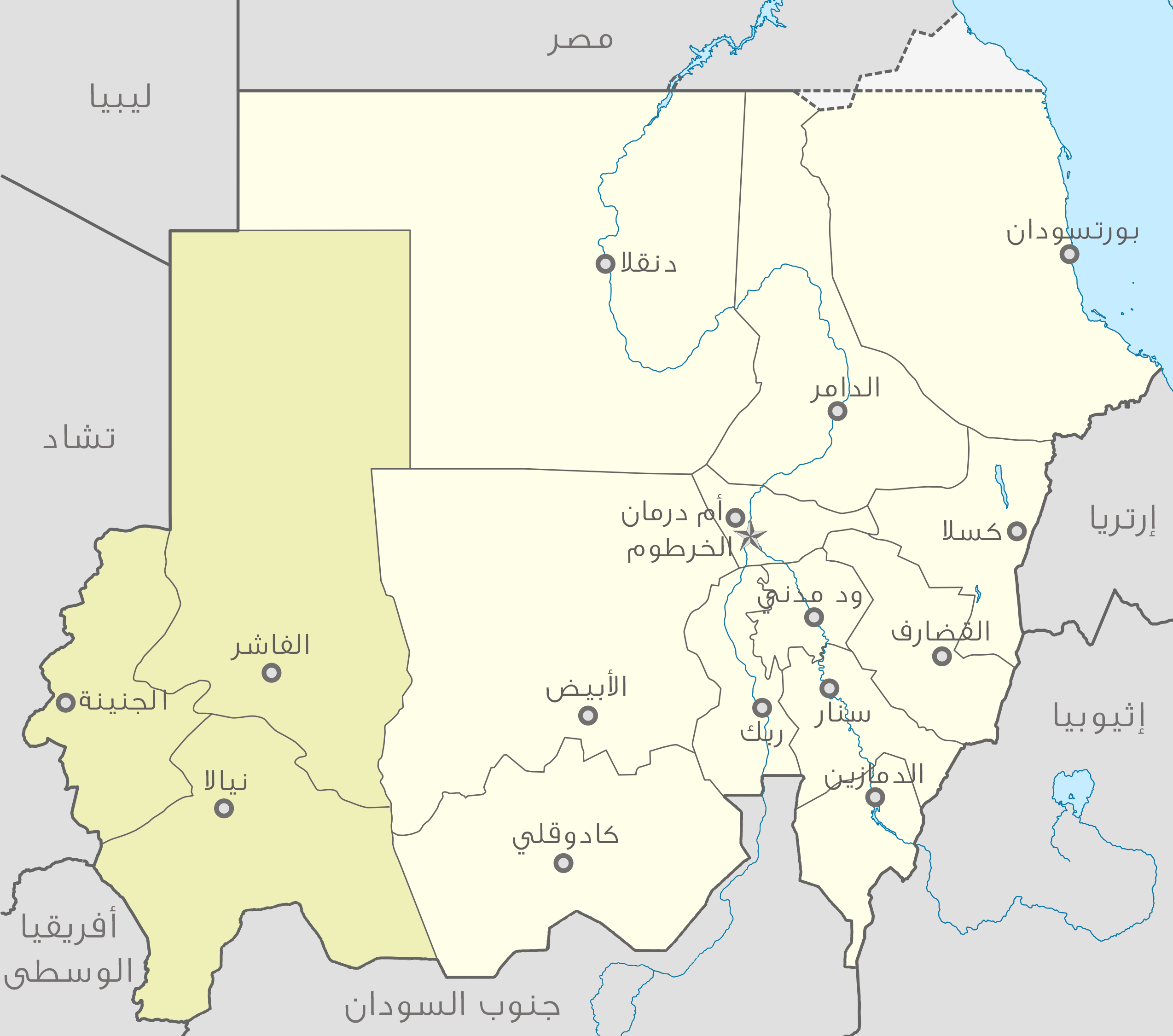
دارفور

علم رفعه مقاتلين دارفور الذين كانوا يطالبون بفك الارتباط عن السودان.

يقع إقليم دارفور في السودان، يحده من الشمال الغربي ليبيا، ومن الغرب تشاد، ومن الجنوب الغربي أفريقيا الوسطى، ومن الجنوب دولة جنوب السودان، فضلاً عن حدوده مع بعض الولايات السودانية مثل غرب كردفان والولاية الشمالية.
يمتد الإقليم من الصحراء الكبرى في شماله إلى السافانا القديمة في وسطه إلى السافانا الحديثة في جنوبه، وله بعض المرتفعات الجبلية أهمها جبل مرة الذي يبلغ ارتفاعه 3088م حيث توجد أكثر أراضي دارفور خصوبة، كما ينقسم الإقليم إدارياً إلى خمس ولايات:
- ولاية شمال دارفور وعاصمتها مدينة الفاشر.
- ولاية جنوب دارفور وعاصمتها مدينة نيالا.
- ولاية غرب دارفور وعاصمتها الجنينة.
- ولاية شرق دارفور وعاصمتها الضعين.
- ولاية وسط دارفور وعاصمتها زالنجي.[2]

## الجغرافيا

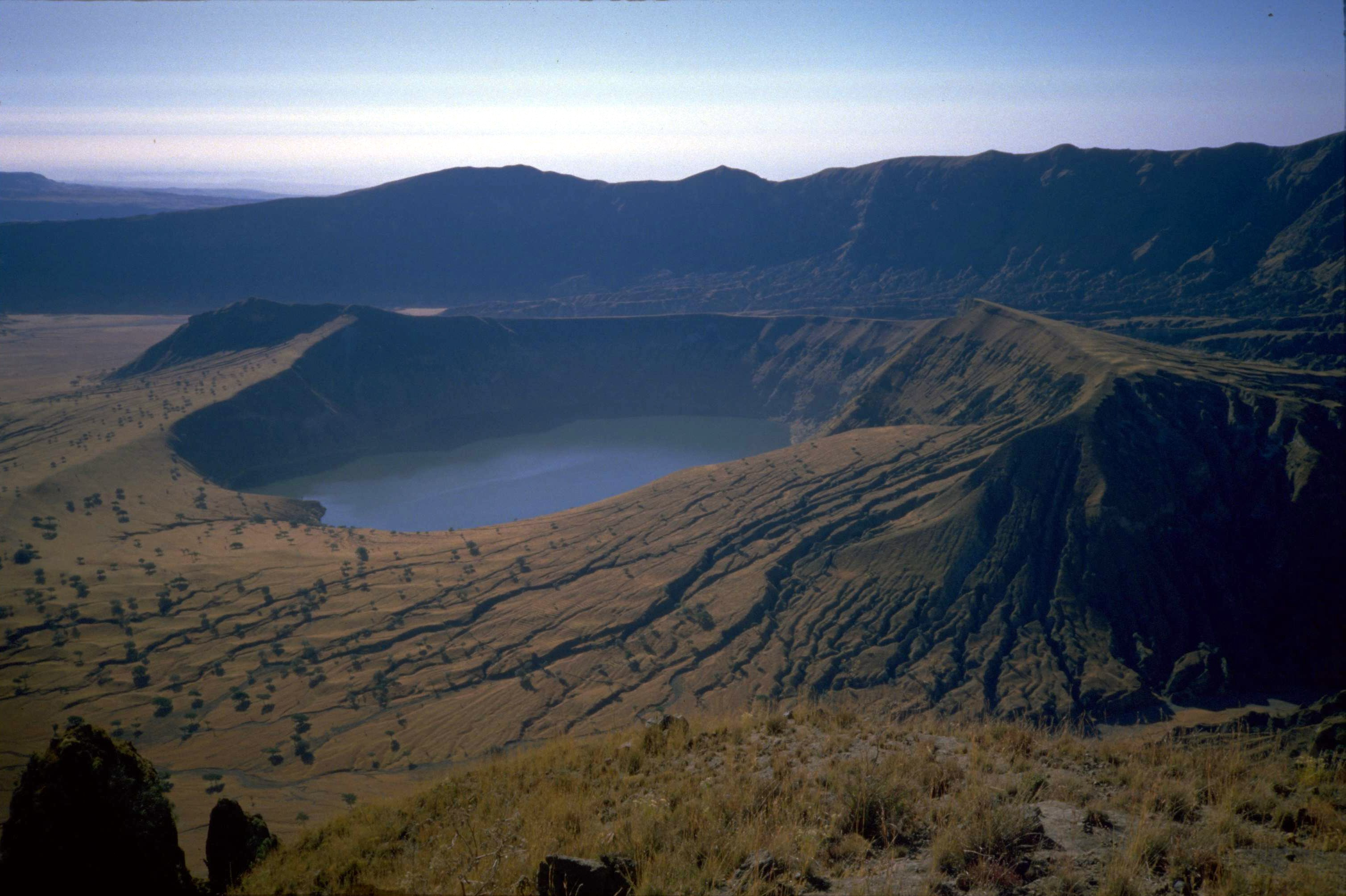
جبل مرة

تغطي دارفور، التي يقدر عدد سكانها 6 ملايين نسمة، مساحة تبلغ حوالي 493.180 كيلومترا مربعا، تقريبا حجم البر الرئيسي اسبانيا. وتقدر بربع مساحة السودان الحالية، تتكون بشكل أساسي من هضبة قاحلة تغطيها شمالًا الرمال الصحراوية وجنوبًا السافانا مع وجود سلسلة بركانية في الوسط جبل مرة تبلغ ذروته ارتفاع 3088 مترًا تقريبًا أو بارتفاعي نسبي يقدر ب3,042 متر (9,980 ft) ويعتبر خزانًا للمياه للمنطقة بأسرها، ومع ذلك فإن الجفاف الذي استمر في منطقة الساحل حيث انخفض معدل سقوط الأمطار بنسبة تصل إلى 30 ٪ في 40 سنة والتقدم المترابط للصحراء من شأنه أن يسبب مئات الآلاف من وفيات. المدن الرئيسية في المنطقة هي الفاشر ونيالا.
هناك أربع سمات رئيسية للجغرافيا الطبيعية للمنطقة. السمة الأولى تشمل النصف الشرقي لدارفور المغطى بالسهول والتلال المنخفضة من التربة الرملية، والمعروفة باسم غو، وتلال الحجر الرملي. في العديد من الأماكن يكون الإوز دون ماء ولا يمكن أن تُسكن إلا في حالة وجود خزانات مياه أو آبار عميقة إلى الشمال غزت الرمال الصحراء. والسمة الثانية هي الوديان، والتي تتراوح من مجاري مائية موسمية التي لا تتدفق إلا خلال موسم الأمطار إلى الوديان الكبيرة التي تفيض غالبا عند تتساقط الأمطار وتتدفق من غرب دارفور غربًا إلى بحيرة تشاد لمسافة مئات الكيلومترات. تحتوي العديد من الوديان على أحواض من الطمي ذات التربة الكثيفة والغنية والتي يصعب أيضًا زراعتها. والسمة الثالثة تسيطر على غرب دارفور صخرة الطابق السفلي التي تغطيها في بعض الأحيان طبقة رقيقة من التربة الرملية، الصخرة الأم تعتبر عقيمة للغاية بحيث لا يمكن استزراعها، ولكنها توفر غطاء للغابات المتقطع يمكن أن ترعى بواسطة الحيوانات. الميزة الرابعة والأخيرة هي جبال مرة وتلال داجو. والمقابس البركانية التي أنشأها النجد تصل إلى ذروتها في فوهة دريبة حيث توجد مساحة صغيرة من المناخ المعتدل، وهطول الأمطار غزير والينابيع الدائمة للمياه.

## التاريخ

علم سلطنة دارفور

كانت دارفور مملكة مستقلة حكمها عدد من السلاطين كان آخرهم وأشهرهم علي دينار. كان الإقليم يحكم في ظل حكومة فيدرالية يحكم فيها زعماء القبائل مناطقهم حتى سقوط هذا النظام خلال الحكم العثماني.
وقد قاوم أهل درافور الحكم العثماني الذي دام 10 سنوات، وقامت خلال هذه الفترة عدة ثورات من أشهرها ثورة هارون التي قضى عليها غردون باشا عام 1877م، وعند قيام الثورة المهدية سارع الأمراء لمبايعة المهدي ومناصرته حتى نالت دافور استقلالها بعد نجاح الثورة المهدية.
ولم يدم استقلال الإقليم طويلا حيث سقط مجدداً تحت حكم المهدية عام 1884م الذي وجد مقاومة عنيفة حتى سقطت المهدية عام 1898م، فعاد السلطان علي دينار ليحكم دارفور.
وعند اندلاع الحرب العالمية الأولى أيد سلطان دارفور الدولة العثمانية التي كانت تمثل مركز الخلافة الإسلامية؛ الأمر الذي أغضب حاكم عام السودان، وأشعل العداء بين السلطنة والسلطة المركزية، والذي كانت نتيجته الإطاحة بسلطنة دارفور وضمها للسودان البريطاني عام 1917م.

## السكان
يبلغ عدد سكان دارفور ما يقارب 7.5 مليون نسمة حسب آخر إحصاء للسكان سنة 2008، يستخدمون لغات محلية إلي جانب اللغة العربية. ويسكن دارفور عدد كبير من القبائل التي تنقسم إلى مجموعتين "مجموعات القبائل المستقرة" في المناطق الريفية مثل: "الفور"، "المساليت"، "البرقو"، "البرتي"الزغاوة"، "المراريت"، "الداجو"، "التنجر" "الفولان او الفلاتة"، والتاما، والبرقد إضافة إلى مجموعات القبائل الرحل التي تتنقل من مكان لآخر مثل: "الأبالة"، "المحاميد"، "مهريه"، "بني حسين"، "الرزيقات"، "المعالية"والسلامات والبني هلبة والحيمات والترجم والقمر و"الميدوب"و "الفلاته".
وغالبية القبائل المستقرة من الأفارقة، ويتكلمون لغات محلية بالإضافة للعربية، وبعضهم من العرب، أما غالبية قبائل الرحل فهم عرب ويتحدثون اللغة العربية، ومنهم أيضا أفارقة.

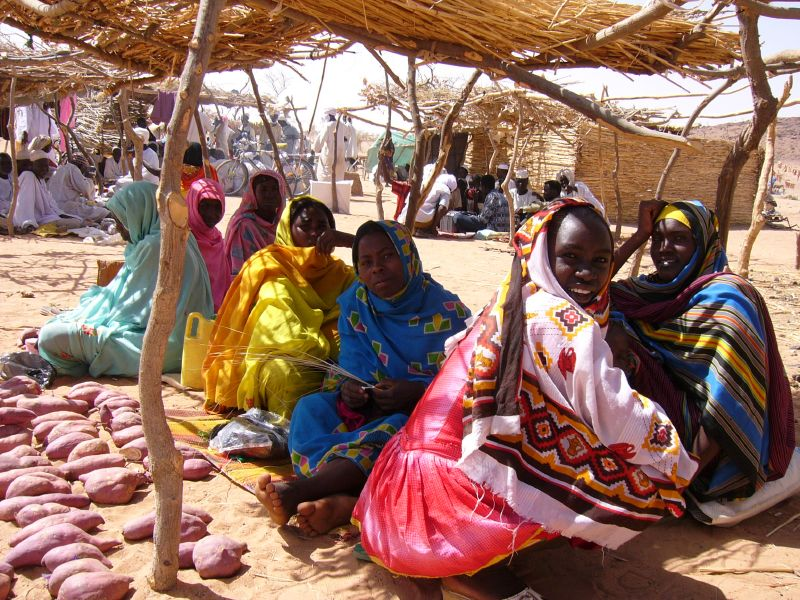
لاجئين بسبب الحرب في دارفور

## الاقتصاد
يكثر في دارفور غابات الهشاب الذي يثمر الصمغ العربي فضلا عن حقول القطن والتبغ في الجنوب الغربي من الإقليم. كما تنمو أشجار الفاكهة المختلفة وتزرع الخضر في جبل مرة الذي يتميز بمناخ البحر الأبيض المتوسط. وتتم في بعض مناطق دارفور زراعة الفول سوداني والقمح والذرة والدخن وغيرها. ويمتاز دارفور بثروة حيوانية كبيرة قوامها الإبل والغنم والبقر. وقد تضررت هذه الثروة عندما ضرب الجفاف الإقليم في بداية السبعينات. وفضلا عن الحيوانات والزراعة فإن بالإقليم معادن وبترولا.

## أزمة دارفور
كثيرا ما عرف إقليم دارفور صراعات بين الرعاة والمزارعين تغذيها الانتماءات القبلية لكل طرف، فالتركيبة القبلية والنزاع على الموارد الطبيعية الشحيحة كانت وراء أغلب النزاعات، وغالبا ما يتم احتواؤها وتسويتها من خلال النظم والأعراف القبلية السائدة.
ويمثل إقليم دارفور نظرا لحدوده المفتوحة ولمساحته الشاسعة ولوجود قبائل عديدة لها امتدادات داخل دول أفريقية أخرى، منطقة صراع مستمر. وقد تأثرت المنطقة بالصراع التشادي-التشادي والصراع التشادي-الليبي حول شريط أوزو الحدودي، وبالصراعات الداخلية لأفريقيا الوسطى فراجت في إقليم دارفور تجارة السلاح، كما تفاعلت قبائل الإقليم مع تلك الأزمات.
ويعتبر دارفور قاعدة تشاد الخلفية فجميع الانقلابات التي حدثت في هذا البلد الأفريقي تم تدبيرها من دارفور، ما عدا أول انقلاب أطاح بفرانسوا تمبلباي الذي كان أول رئيس لتشاد بعد استقلالها عن فرنسا. فالإطاحة بالرئيس فيليكس مالوم أو غوكوني عويدي ونزاع حسن هبرى مع الرئيس الحالي إدريس ديبي ارتبط بإقليم دارفور الذي كان القاعدة الخلفية للصراعات التشادية الداخلية.
ويشكل الإقليم نقطة تماس مع ما يعرف بالحزام الفرنكفوني (تشاد، النيجر، أفريقيا الوسطى، الكاميرون) وهي الدول التي كانت تحكمها فرنسا أثناء عهد الاستعمار، لذلك يسهل -حسب المراقبين- فهم الاهتمام الفرنسي بما يجري في الإقليم في الوقت الراهن.
حيث يعرف أن منطقة دارفور غنية بالمواد الخام كالبترول ويعتقد أن هنالك احتياطي نفط يبلغ 7 مليارات برميل، ووجود اليورانيوم وكثرة الثروة الحيوانية، اتفقت الحكومة السودانية مع الأمم المتحدة بنشر قوات دولية، وهي قوات إفريقية تحت قيادة الإتحاد الإفريقي وقوات دولية وتبحث الأمم المتحدة عن تمويل لهذه القوات. لكن من أكثر الأسباب عرقلة دخول القوات الدولية لدارفور هو اعتراض الحكومة السودانية على بعض الدول التي سيشكل جنودها جزءاً من تلك القوات كالولايات المتحدة الأمريكية ومن جهة أخرى تلويح الولايات المتحدة الأمريكية للحكومة السودانية بتطبيق عقوبات اقتصادية وغيره من الأسباب الكثيرة.

## ادعاء ممارسة العبودية
مع وصول عدد ضحايا نزاع دارفور منذ 2003 إلى 300 ألف قتيل وما لا يقل عن 2,7 مليون مشرد، ذكرت دراسة نشرت في ديسمبر 2008 عن منظمة أهلية هي «جمعية دارفور» عن وجود دلائل قوية بأن آلاف الأطفال والكبار تم إجبارهم على التحول إلى عبيد في الإقليم. وتذكر منظمات أهلية أن الجيش السوداني وميليشيات الجنجويد ما يعرف الآن لمليشيات الدعم السريع شاركت في عمليات اختطاف استهدفت نساء وأطفالا من الناطقين بغير العربية سواء ممن يتم الإغارة على قراهم أو ممن يعثر عليهم مختبئين في البراري بسبب قصف قراهم، حيث يتم جمعهم وإرسال النساء والفتيات إلى الخرطوم حيث يوزعون على بيوت جنود سودانيين حيث يتعرضن للاغتصاب أو الزواج عنوة والعمل كخدم في المنازل نهارا، دون راحة. كما ذكرت الدراسة أن الرجال الذين اختطفوا تم إجبارهم على العمل في مزارع يملكها ويديرها الجنجويد.
كما أفادت عدة تقارير أن القرى التي يتم الإغارة عليها من قبل ميليشيات الجنجويد المدعومة من الحكومة السودانية، تتعرض للتطهير العرقي حيث يتم قتل عدد من المدنيين، ثم يجلب سكان ناطقين بالعربية للإقامة بتلك القرى وأن منهم قبائل في دول مجاورة مثل تشاد. ورغم أن الحكومة السودانية تنفي «رسميا» وجود العبودية فيها إلا أنها اعترفت بوجود حوالي 14.000 حالة اختطاف بين الأعوام 1983 - 2005 بسبب الحرب الأهلية بين الشمال والجنوب.

## وصلات خارجية
- التطهير العرقي..في دارفور «منظمة هيومان رايس واتش»
- دارفور